# Taylor (Alabama)
Taylor is een plaats (town) in de Amerikaanse staat Alabama, en valt bestuurlijk gezien onder Geneva County en Houston County.

## Demografie
Bij de volkstelling in 2000 werd het aantal inwoners vastgesteld op 1898.
In 2006 is het aantal inwoners door het United States Census Bureau geschat op 1957, een stijging van 59 (3.1%).

## Geografie
Volgens het United States Census Bureau beslaat de plaats een oppervlakte van
18,6 km², waarvan 18,4 km² land en 0,2 km² water.

## Plaatsen in de nabije omgeving
De onderstaande figuur toont de plaatsen in een straal van 16 km rond Taylor.